# Fritz Ernst Rentsch
Fritz Ernst Rentsch (* 17. April 1867 in Dresden; † 26. Dezember 1946 in Naumburg) war ein deutscher Maler und Hochschullehrer.

## Leben und Werk
Schon der Großvater und der Vater Rentschs hatten in Dresden als Maler gearbeitet. Rentsch machte ein Kunststudium in Dresden, wo er sich von japanischer Kunst beeinflussen ließ, und in München und arbeitete danach als Kunstgewerbler. Bereits während des Studiums in Dresden hatte er vom Jugendstil beeinflusste künstlerische Entwürfe für „Stickereigemälde“ gemacht, die dann zumeist von seiner Frau Helene ausgeführt wurden. Diese Arbeiten fanden international Beachtung. Anlässlich der Weltausstellung in St. Louis 1904 schrieb die Zeitschrift „Die Kunst“: „Die gestickten und gemalten Panneaux von Fritz Rentsch, besonders das eine große mit der Darstellung lustwandelnder Frauengestalten, sind in ihrer Zeichnung und besonders in ihrer feinen Tonstimmung wertvoll. Rentsch hat sich das Genre selbst zurecht gemacht und steht in dieser vornehmen Dekorationsweise noch unerreicht da.“ Das Kunstgewerbemuseum Berlin und das Grassi-Museum Leipzig kauften schon damals einige der Arbeiten an. Wie die meisten Stickereien mit Ausnahmen einer Fahne der Universität Leipzig (1909) und eines „Ehrenteppichs der Stadt Leipzig zum Einzug der Truppen“ (1916) sind diese nicht erhalten.
Ab 1904 war Rentsch Lehrer, von 1908 bis zu seiner Pensionierung 1933 Professor an der Akademie der Bildenden Künste in Leipzig. Er leitete die Klasse für Temperamalerei und lehrte vor allem „Malerei nach Modell und Natur“. Zu seinen Schülern gehörten Johannes Weidenbörner und Karl Walther. Zeitweilig unterhielt Rentsch daneben eine „Damenschule für kunstgewerbliche Entwürfe und dekoratives Malen“. In dieser Zeit schuf er auch einige Wandgemälde, u. a. in Leipzig in der Deutschen Bücherei und in Auerbachs Keller („Faust und Gretchen-Bild“), im Centraltheater Dresden (Deckengemälde) und im Rathaus Döbeln („Hochzeit zu Kana“ im Hochzeitszimmer).
1933 zog Rentsch mit seiner Lebensgefährtin, der Konzertpianistin Anny Schäfer († 1977) nach Naumburg und widmete sich zunehmend der Landschaftsmalerei, vor allem in Öl und Aquarell.
Rentsch war Mitglied des Deutschen Künstlerbunds und des Leipziger Künstlerbunds und in der Zeit des Nationalsozialismus der Reichskammer der bildenden Künste. Für diese Zeit ist seine Teilnahme an 11 Ausstellungen und 1941 eine Einzelausstellung in der Kunsthütte Chemnitz mit Josef Eduard Tammer und Hans Völcker sicher belegt.
Rentsch starb infolge seines Alters und des Mangels an Lebensmitteln im Hungerwinter 1946–1947.
Werke Rentschs befinden sich u. a. im Stadtmuseum Naumburg und im Museum für Kunst und Kulturgeschichte der Philipps-Universität Marburg.

## Ehrungen für Textilkunst
- 1897 Goldene Plakette der Internationale Kunstausstellung Dresden
- 1900 Silberne Medaille in London
- 1902 Goldmedaille der Internationalen Kunstgewerbeausstellung Turin
- 1902 Goldmedaille auf der Weltausstellung St. Louis, USA
- 1906 Silbermedaille der Kunstgewerbeausstellung in Dresden

## Rezeption
“Neuerdings wandte sich Rentsch aufs Intensivste der Temperamalerei zu, deren Vermögen an Ausdrucksmitteln ihm eine erhebliche Bereicherung verdankt. Farben des vergehenden Herbstes und des blassen Frühlings liebt er am meisten, alles in gebrochenen, halblauten, zarten, morbiden Tönen, in denen ihm die Verwirklichung ungeahnter Stimmungen sterbender oder orgiastischer Landschaften, Stimmungen der seelischen Atmosphäre um einen Menschen, bis zu einem sehr hohen Suggestionsgrade gelingt.”

## Darstellung Rentschs in der bildenden Kunst
- Richard Otto Voigt: Porträt Fritz Rentsch (Radierung, 1934)[6]

## Werke (Auswahl)

### Malerei und Zeichnungen (Auswahl)
- La Panne (Tafelbild, Tempera, 1915)[7]
- Im Park (Pinsel-Zeichnung, schwarze Kreide, Aquarell, 1925; im Bestand des Museums für Kunst und Kulturgeschichte der Philipps-Universität Marburg)[8]
- Winterlandschaft (Tafelbild, Öl, 1929; im Bestand des Museums der Bildenden Künste Leipzig)[9]
- Haus am Meer (Tafelbild, Öl; im Bestand des Museums für Kunst und Kulturgeschichte der Philipps-Universität Marburg)[8]
- Am Dorfrand (Tafelbild, Öl, 1913; im Bestand des Museums für Kunst und Kulturgeschichte der Philipps-Universität Marburg)[8]
- Am Strand (Tafelbild, Öl; im Bestand des Museums für Kunst und Kulturgeschichte der Philipps-Universität Marburg)[8]

### Wandgemälde (Auswahl)
- Lünette (im großen Lesesaal der Deutschen Bücherei Leipzig)[10]
- Marthes Garten (in Auerbachs Keller, Leipzig)[9]

### Textilkunst und ähnliches (Auswahl)
- Applikation in Seide (1904)[9]
- Durchbruch-Dorf (Kulisse für Puppentheater, um 1905; im Bestand der Puppentheater-Sammlung Dresden)[11]

## Einzelausstellungen
- 1948 Naumburg, Salztorhäuschen
- 1996 Naumburg, Gutshaus Großjena

## Teilnahme an wichtigen internationalen und nationalen Ausstellungen vor 1933 und nach 1945 (unvollständig)
- 1898 5. Ausstellung der Libre Esthetique in Brüssel
- 1897 Internationale Kunstausstellung Dresden
- 1899 Deutsche Kunstausstellung der Berliner Secession
- 1900 Internationale Kunstausstellung in London
- 1902 Weltausstellung in St. Louis, USA
- 1902 Internationale Kunstgewerbeausstellung in Turin
- 1906 Kunstgewerbeausstellung in Dresden
- 1914 Erste Internationale Graphischen Kunst-Ausstellung Leipzig,
- 1925 Große Berliner Kunstausstellung
- 1926 Internationale Kunstausstellung in Venedig
- 1946 Kunstausstellung der Provinz Sachsen in Halle/Saale
- 1946/1947 „Mitteldeutsche Kunst“ in Leipzig, Museum der bildenden Künste[12]
- 1965 „500 Jahre Kunst und Künstler in Leipzig“, Museum der bildenden Künste